# Diapheromera kevani
Diapheromera kevani är en insektsart som beskrevs av Joyce Winifred Vickery 1997. Diapheromera kevani ingår i släktet Diapheromera och familjen Diapheromeridae. Inga underarter finns listade i Catalogue of Life.